# Rathaus (Gestratz)

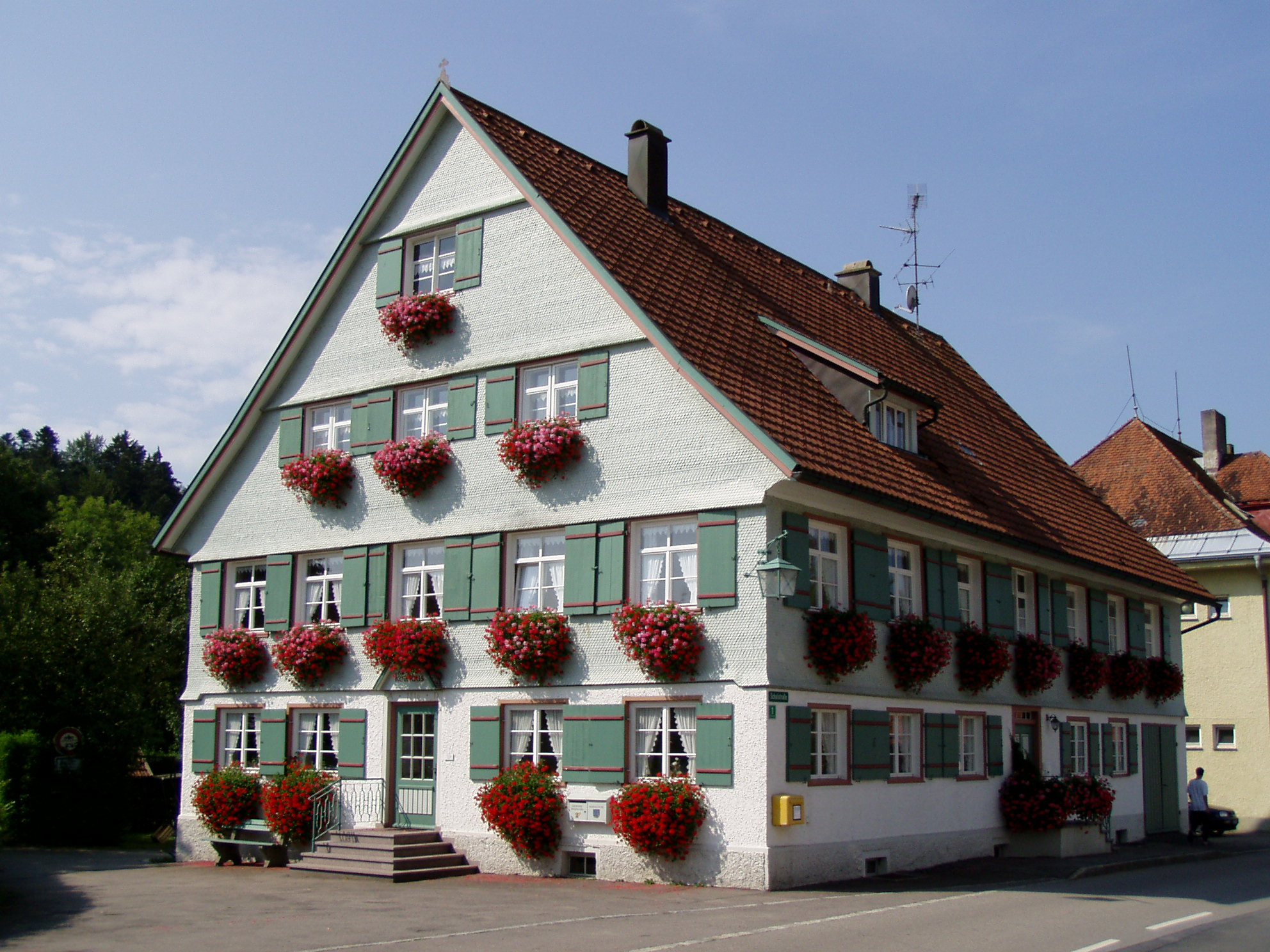
Rathaus in Gestratz

Das Rathaus in Gestratz, einer Gemeinde im Landkreis Lindau (Bodensee) im bayerischen Regierungsbezirk Schwaben, wurde 1816 errichtet. Das Rathaus an der Schulstraße 1 ist ein geschütztes Baudenkmal.
Der zweigeschossige Satteldachbau mit sechsteiligen Fenstern und Holzläden diente ursprünglich als Mesnerhaus und Schule. Das Gebäude gehört zum Ensemble Gestratz, dem historischen Ortskern des Dorfes.